# Ингер Бергрен
Ингер Бергрен (шве. Inger Berggren, 23. фебруар 1934. - 19. јул 2019.) била је шведска певачица.

## Биографија
Рођена је у Стокхолму 23. фебруара 1934. године. Своју музичку каријеру започела је са оркестром Тора Сванеруда. 1952. снима прву песму Nära, а први успех остварује 1958. са песмом Vals Intim. 1962. године представљала је Шведску на Песми Евровизије 1962. године у Луксембургу са песмом Sol och vår. Била је седмопласирана са 4 освојена бода. Та песма је постала њен највећи хит. Исте године објављује јос једну песму која је постала хит у Шведској Elisabeth serenad. Следеће године доживљава успех са песмом Twist till menuett. 1967. се вратила на шведски национални избор Мелодифестивален али као композитор песме Vem frågar vinden, коју је извела Това Карсон. Такође је радила и као диригент у Стокхолму. Умрла је 19. јула 2019. године у Стокхолму.